# Pinasca
Pinasca (en français Pinache) est une commune de la ville métropolitaine de Turin dans le Piémont en Italie.

## Histoire
- On y note la présence, aux XVIe – XVIIe siècles, de familles d'origine française (entre autres  Ayasse, Berthet, Gayde, Talmon)  appartenant à la communauté « vaudoise » qui sera forcée de s'expatrier vers le Bade-Wurtemberg en Allemagne, où elle fondera les villages de Pinache et Serres aujourd'hui rattachés à la commune de Wiernsheim.

## Administration
| Période                                  | Période | Identité | Étiquette | Qualité |
| ---------------------------------------- | ------- | -------- | --------- | ------- |
|                                          |         |          |           |         |
| Les données manquantes sont à compléter. |         |          |           |         |

### Hameaux
Dubbione, Grandubbione, Castelnuovo, Borgo Soullier

### Communes limitrophes
Giaveno, Perosa Argentina, Cumiana, Pignerol, Frossasco, San Pietro Val Lemina, Inverso Pinasca, Villar Perosa